# Thomas C. Sawyer

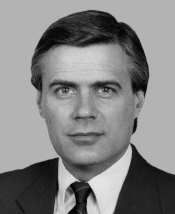
Thomas C. Sawyer (2001)

Thomas Charles „Tom“ Sawyer (* 15. August 1945 in Akron, Ohio; † 20. Mai 2023 ebenda) war ein US-amerikanischer Politiker. Zwischen 1987 und 2003 vertrat er den Bundesstaat Ohio im US-Repräsentantenhaus.

## Leben
Thomas Sawyer besuchte die Buchtel High School in Akron und studierte danach bis 1970 an der University of Akron. Danach arbeitete er als Englischlehrer. Gleichzeitig schlug er als Mitglied der Demokratischen Partei eine politische Laufbahn ein. Zwischen 1977 und 1983 war er Abgeordneter im Repräsentantenhaus von Ohio. Von 1984 bis 1986 amtierte er als Bürgermeister der Stadt Akron; sein Nachfolger wurde Don Plusquellic.
Bei den Kongresswahlen des Jahres 1986 wurde Sawyer im 14. Wahlbezirk von Ohio in das US-Repräsentantenhaus in Washington, D.C. gewählt, wo er am 3. Januar 1987 die Nachfolge von John F. Seiberling antrat. Nach sieben Wiederwahlen konnte er bis zum 3. Januar 2003 acht Legislaturperioden im Kongress absolvieren. In diese Zeit fielen die Terroranschläge am 11. September 2001. Im Jahr 2002 wurde er von seiner Partei nicht mehr zur Wiederwahl nominiert.
2006 unterlag er in den Vorwahlen seiner Partei, als er seine Rückkehr in den Kongress anstrebte. Im selben Jahr wurde er in den Bildungsausschuss seines Staates gewählt. Zuletzt saß er von 2007 bis 2016 im Senat von Ohio. Mit seiner Frau Joyce hatte er ein Kind.